# Doppeleierbecher

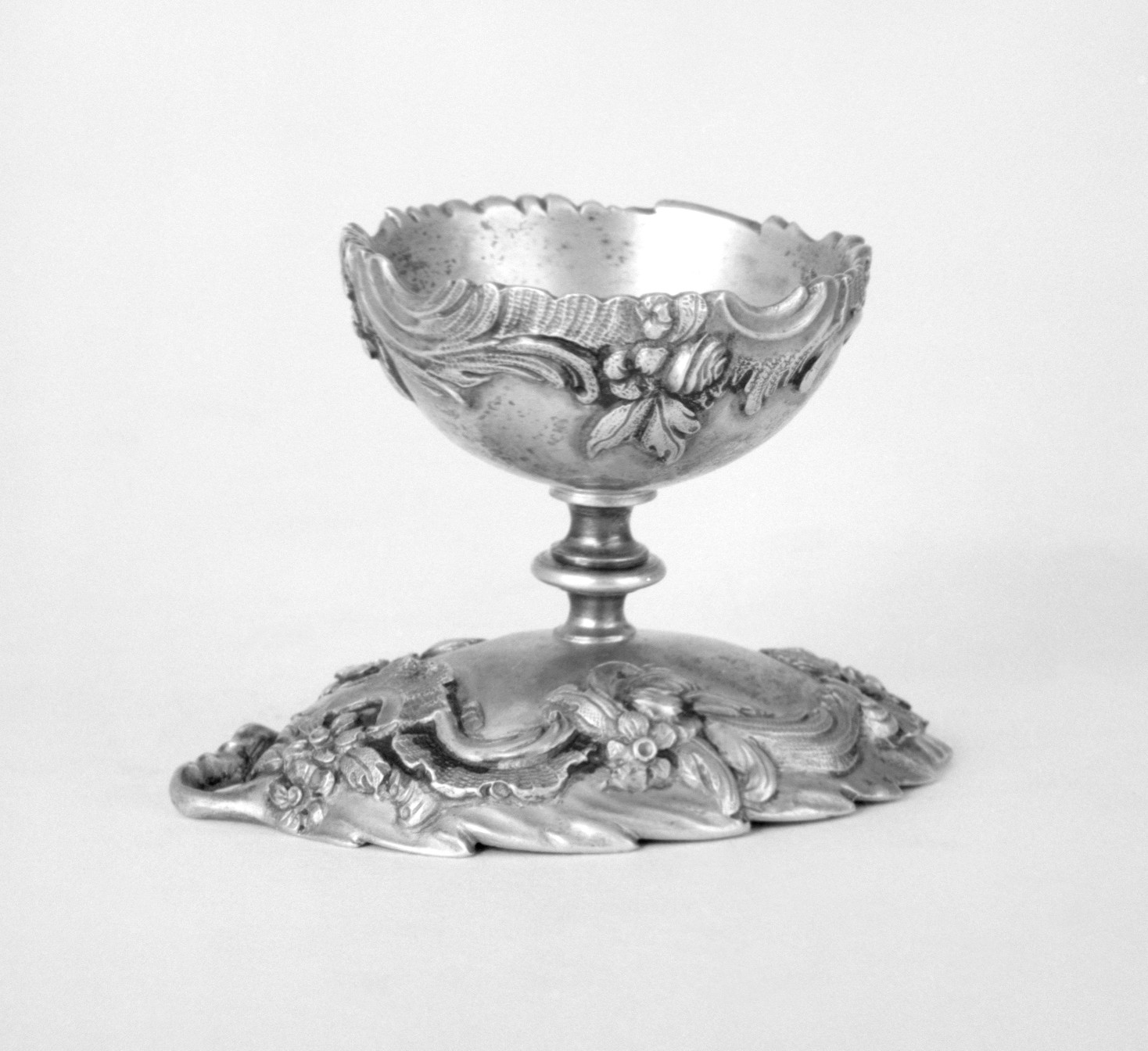
Doppeleierbecher, Johann Jakob Adam, Silber, 4,4 × 6,4 cm, Augsburg, um 1760, Metropolitan Museum of Art

Doppeleierbecher sind meist aus Silber oder Gold gefertigte Eierbecher, die für das an regionale Vorlieben angepasste Darreichen gekochter Eier bestimmt sind. Sie haben zwei einander gegenüber liegende Schalen für ein stehendes oder liegendes Ei. Die ungenutzte Schale dient als Fuß. Die Doppeleierbecher in einem mit Leder bezogenen und innen mit Samt ausgeschlagenen Transportbehälter waren oft Bestandteile aufwendiger Reisemundzeuge der Fürsten, der Adeligen oder anderer hochgestellter Persönlichkeiten des 17. bis 19. Jahrhunderts.

## Geschichte

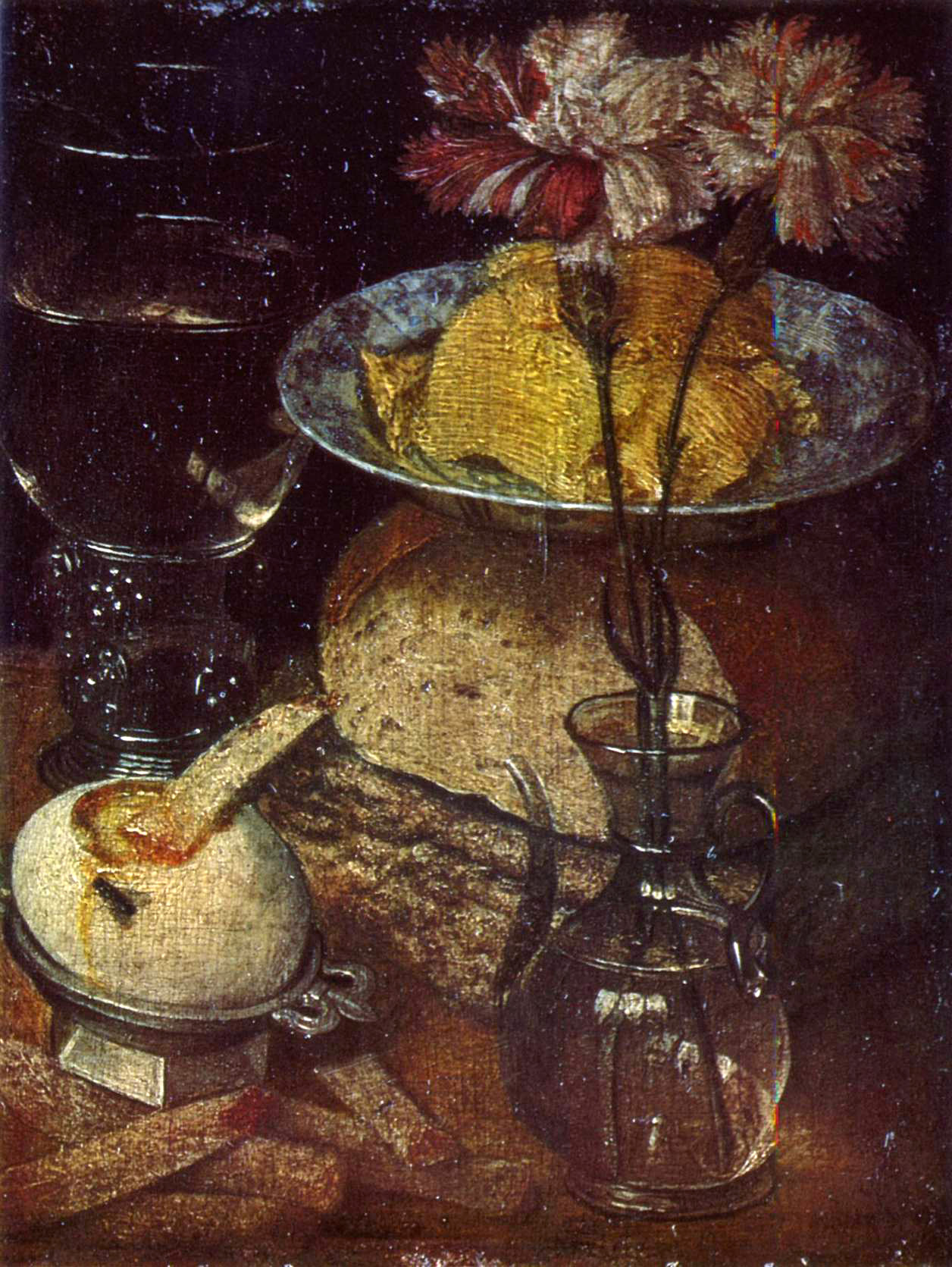
Stillleben mit Nelken, Georg Flegel, um 1630 (Detail)

Seit dem 16. Jahrhundert gab es in der europäischen Tischkultur zwei regionale Vorlieben für den Verzehr gekochter Eier. Der deutsche Barockdichter Georg Philipp Harsdörffer schrieb 1645 im vierten Band seiner Frauenzimmer Gesprechspiele: „Ein Ey wird, in der Schalen gesotten, auf dreyerley Art eröffnet: Die Juden machen das Ey bey der Spitzen auf (…) die Welschen eröffnen das Ey oben und wir Teutsche auf der Flächen oder Seiten“. Welcher Unterschied zwischen den Methoden der Juden und der „Welschen“, also der Franzosen, besteht wird in der Veröffentlichung nicht erläutert. Die „teutsche“ Art des Verzehrs, bei der das Innere der Eier mit hineingetunkten Brotstreifen aufgenommen wird, ist heute nicht mehr üblich. Sie ist aber in Stillleben überliefert worden. Ein Beispiel ist das in der ersten Hälfte des 17. Jahrhunderts gemalte Stillleben mit Nelken des Malers Georg Flegel, heute in der Nationalgalerie Prag.
Im frühen 17. Jahrhundert hatten die Augsburger Gold- und Silberschmiede ihre Nürnberger Kollegen überflügelt. In dieser Zeit kamen silberne, vergoldete und als besonders edle Ausführung auch goldene Essbestecke auf. Sie dienten einerseits als praktische Reisebegleiter, waren aber als Luxusprodukte auch Statussymbole, die selten die Silberkammern der Fürsten verließen. Für das 18. Jahrhundert sind die Namen mehrerer Gold- und Silberschmiede überliefert, die Reisemundzeuge fertigten. Zu ihnen gehörten Johann Jacob Adam, Johann Ludwig Laminit, Johann Jakob Bruglocher II., Johann Mittnacht III., Johann Leonhart Allmann und Johann Georg Herkommer. In Wien trat Wenzel Kowansky mit Reisemundzeugen für die habsburgischen Kaiser hervor. In der einfachsten Ausführung sind es nur drei Besteckteile in einem ledernen Futteral, oft zum Tragen am Gürtel des Edelmanns. Die umfangreicheren Ausführungen enthalten darüber hinaus einen Doppeleierbecher und einen Eierlöffel, einen Becher und einen Salz- oder Gewürzbehälter.

Reisemundzeuge mit Doppeleierbechern
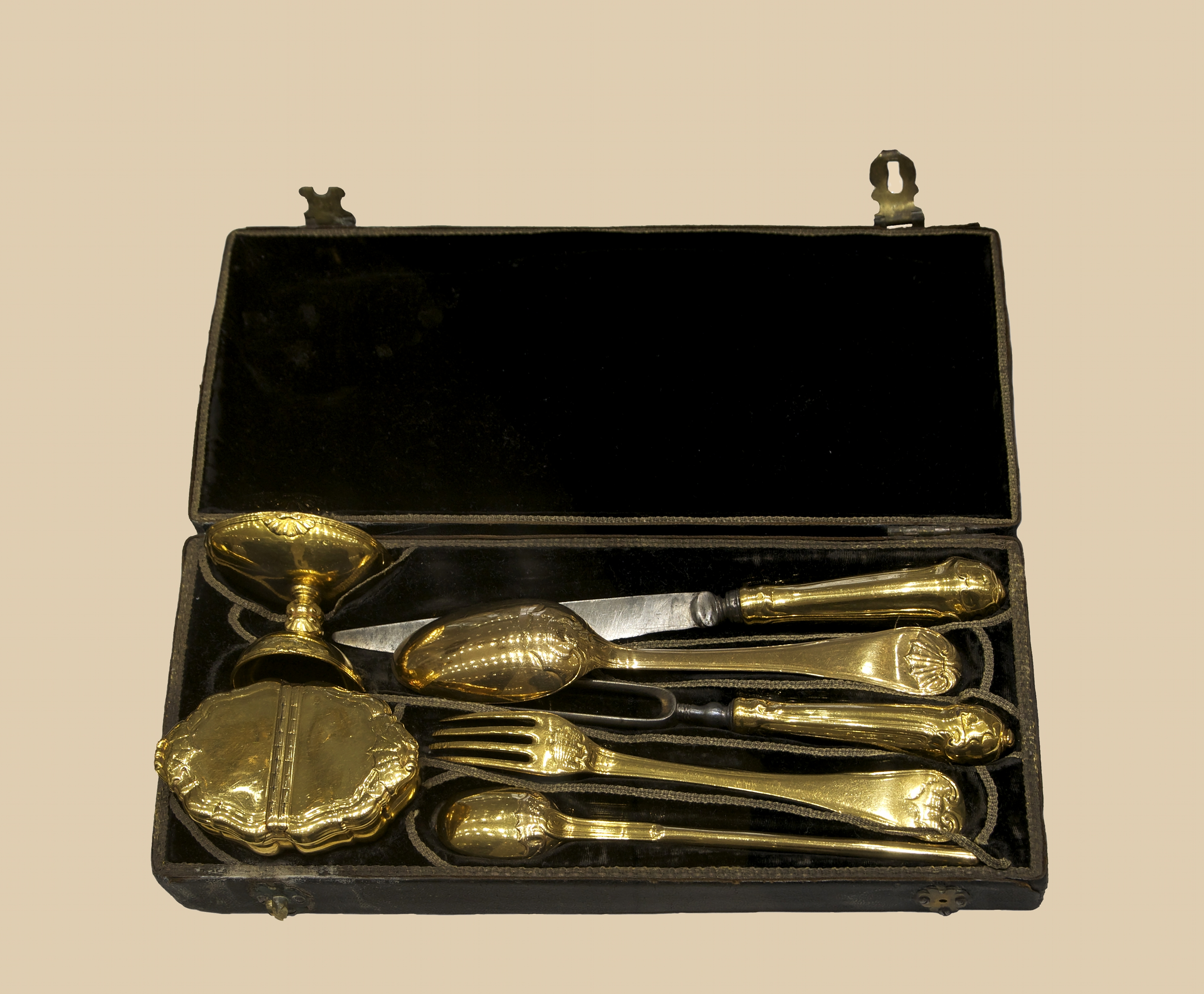
Reisemundzeug Kaiserin Maria Theresia, Gold (Messer mit Stahlklinge), Wien, 1700–1725, Silberkammer der Wiener Hofburg
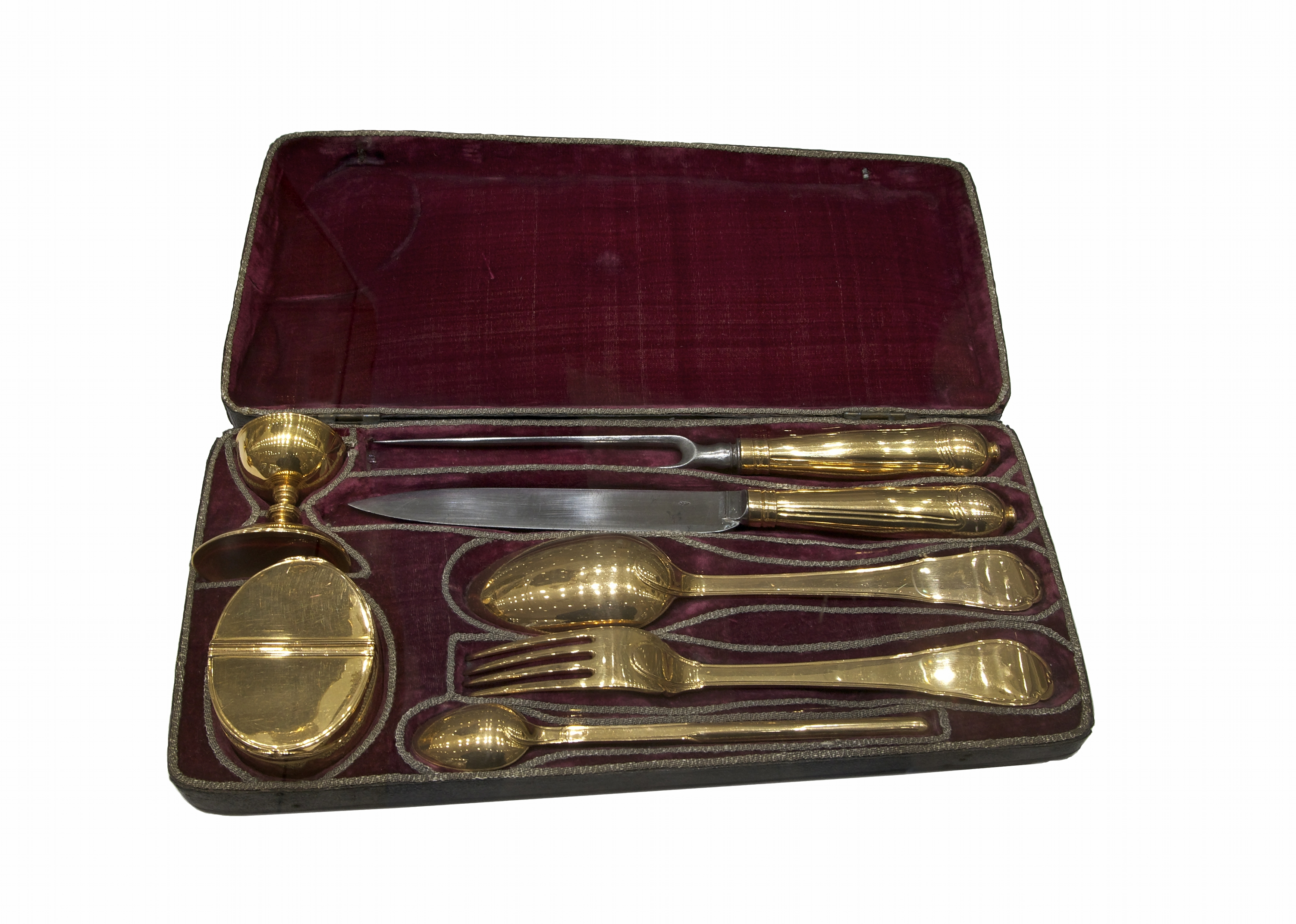
Reisemundzeug Kaiser Franz II., Wenzel Kowansky, Gold (Messer mit Stahlklinge), Wien, 1750–1775, Hofburg
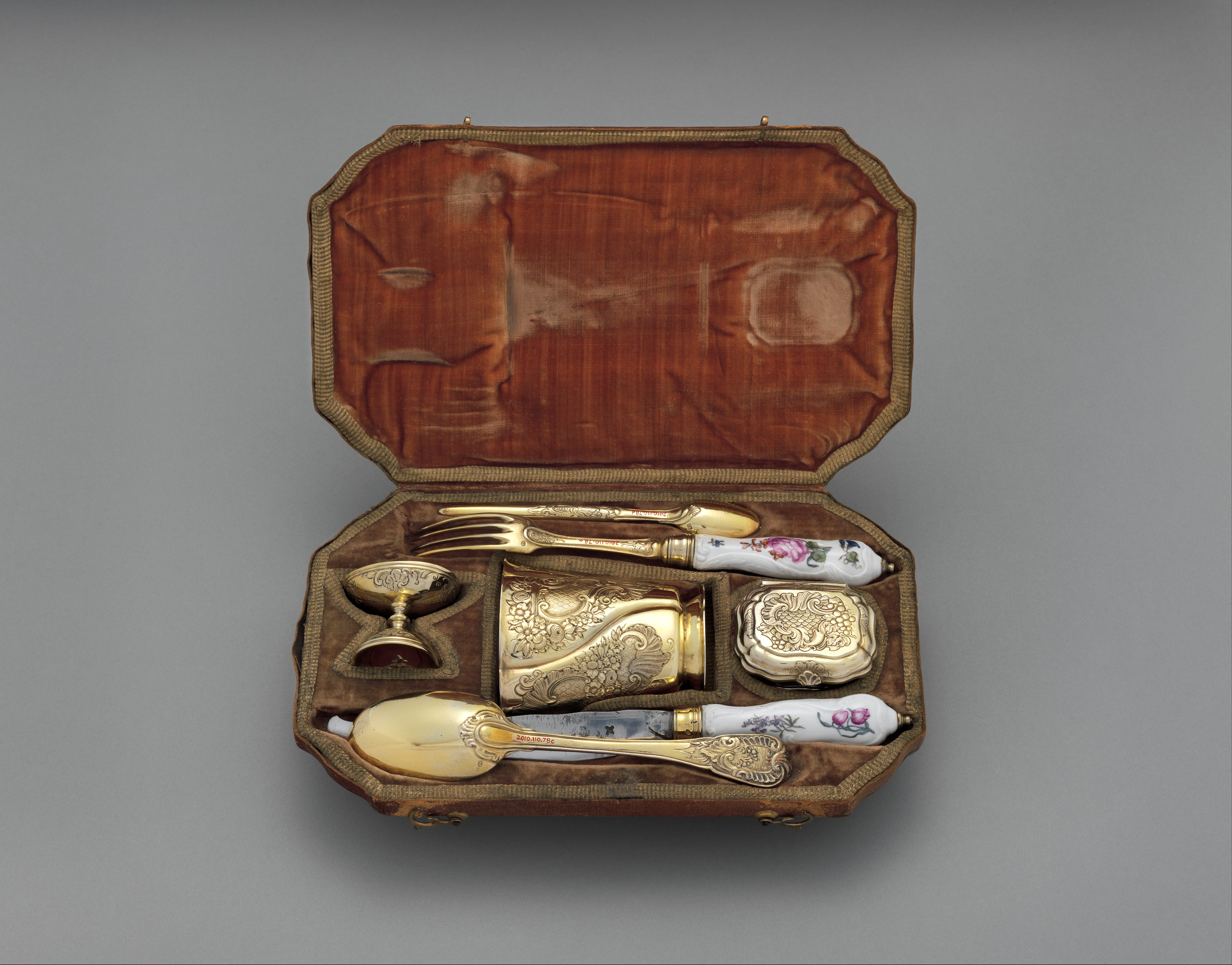
Reisemundzeug im Lederetui, Silber, teilweise vergoldet, Meißner Porzellan, Augsburg, 1745–1750, Metropolitan Museum of Art
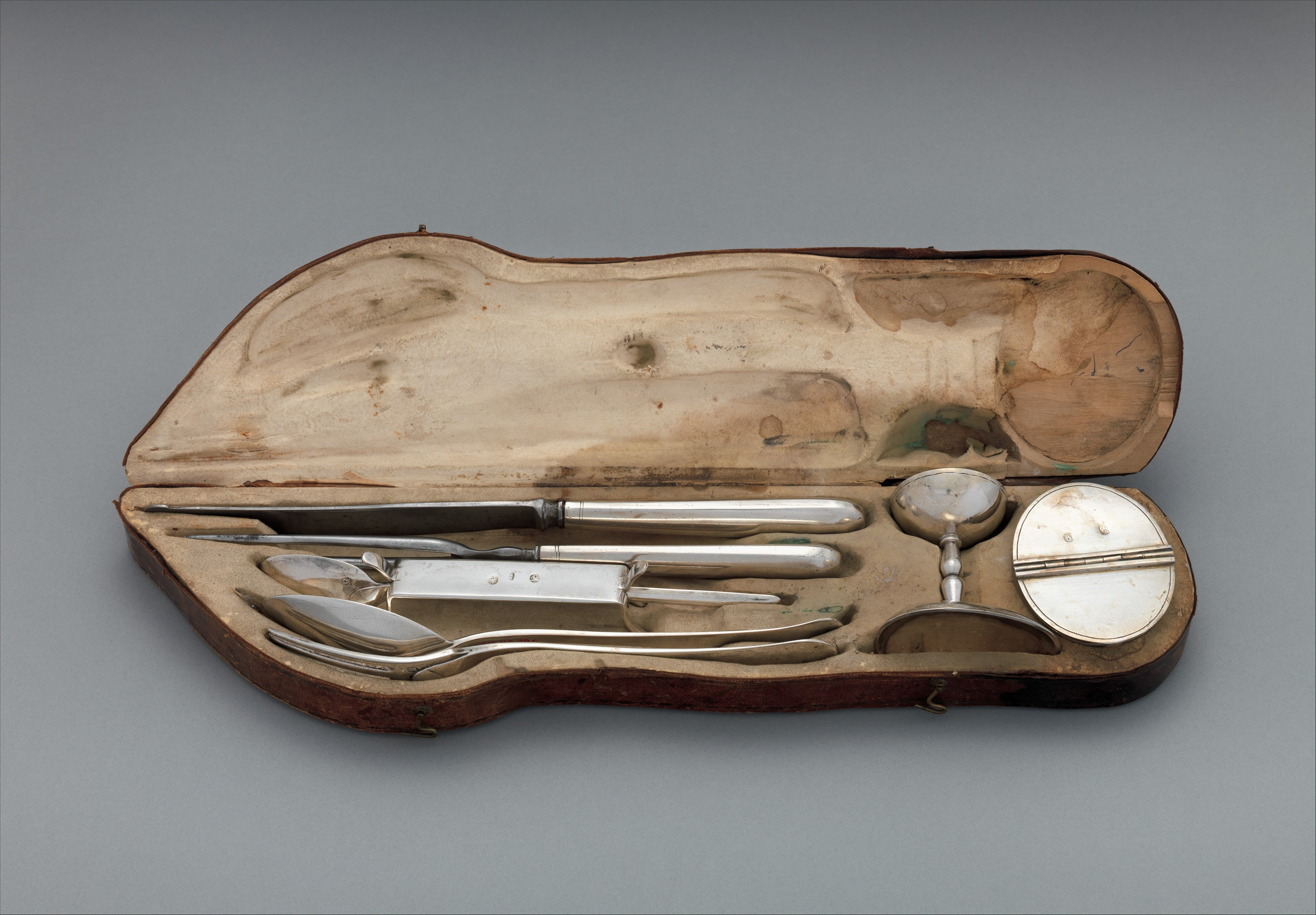
Reisemundzeug, Silber, teilweise vergoldet, Ungarn, Mitte 18. Jh., Metropolitan Museum of Art
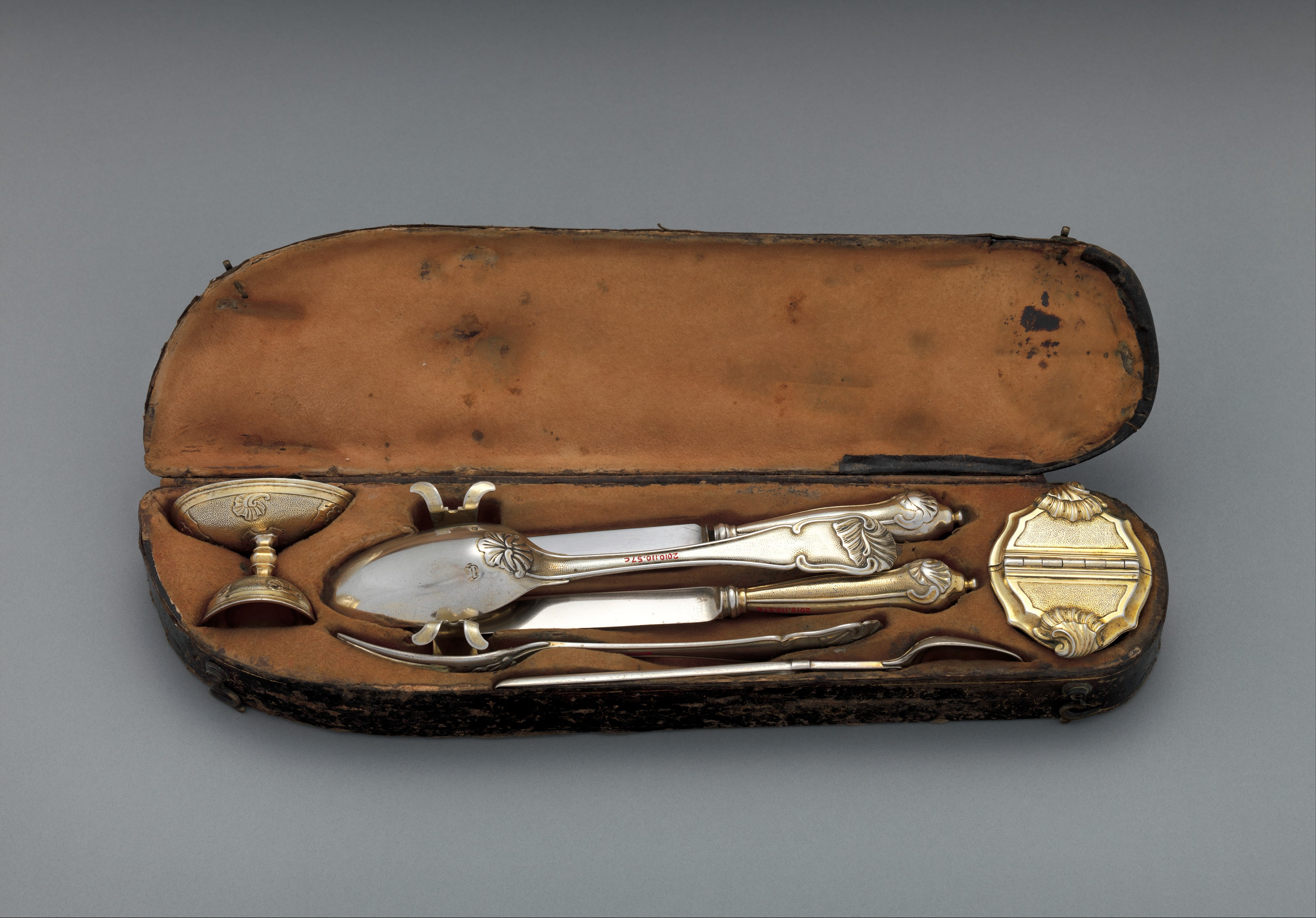
Reisemundzeug, Silber, teilweise vergoldet, Ungarn, um 1760, Metropolitan Museum of Art
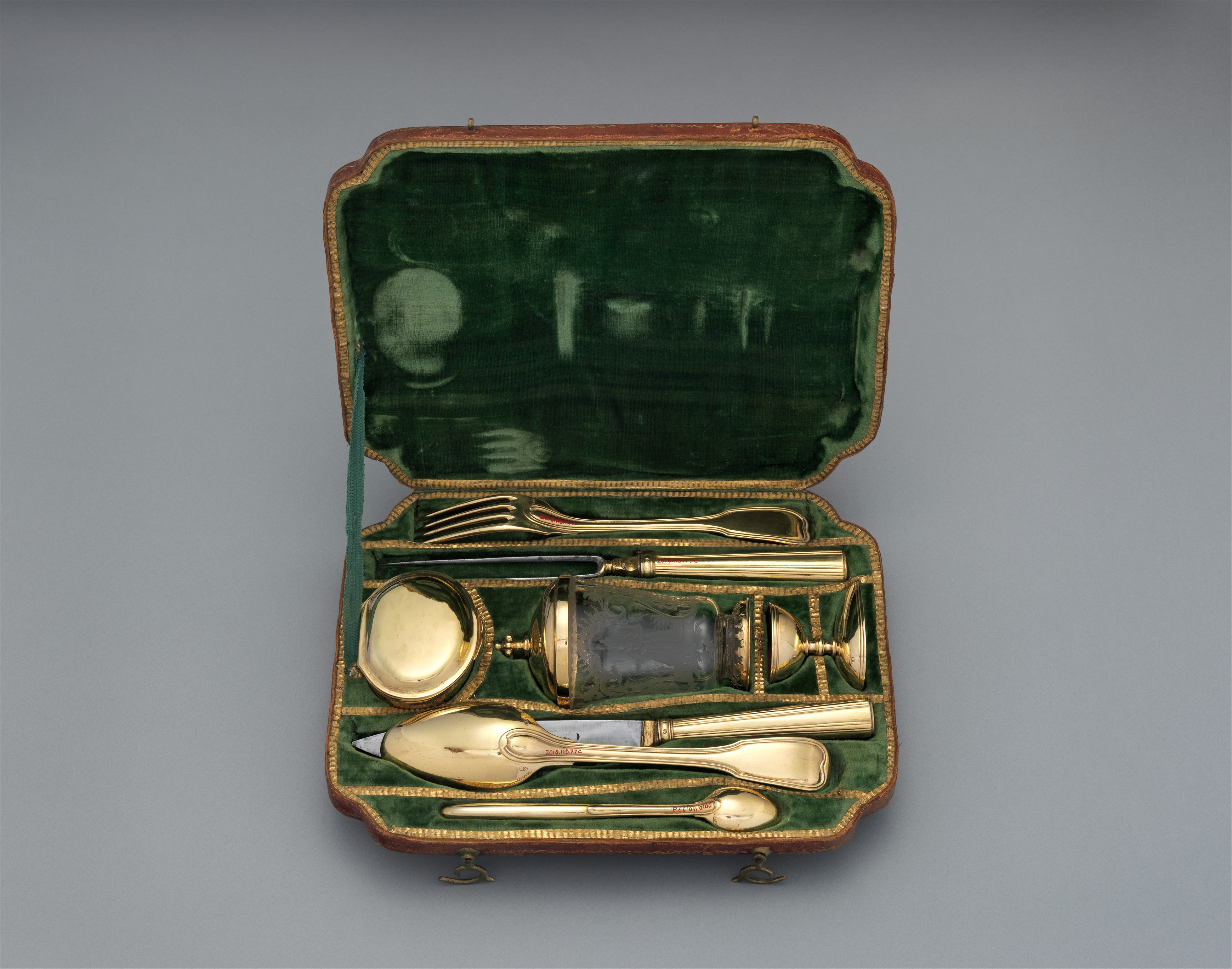
Reisemundzeug mit Glasbecher, Augsburg, um 1778, Metropolitan Museum of Art

## Material

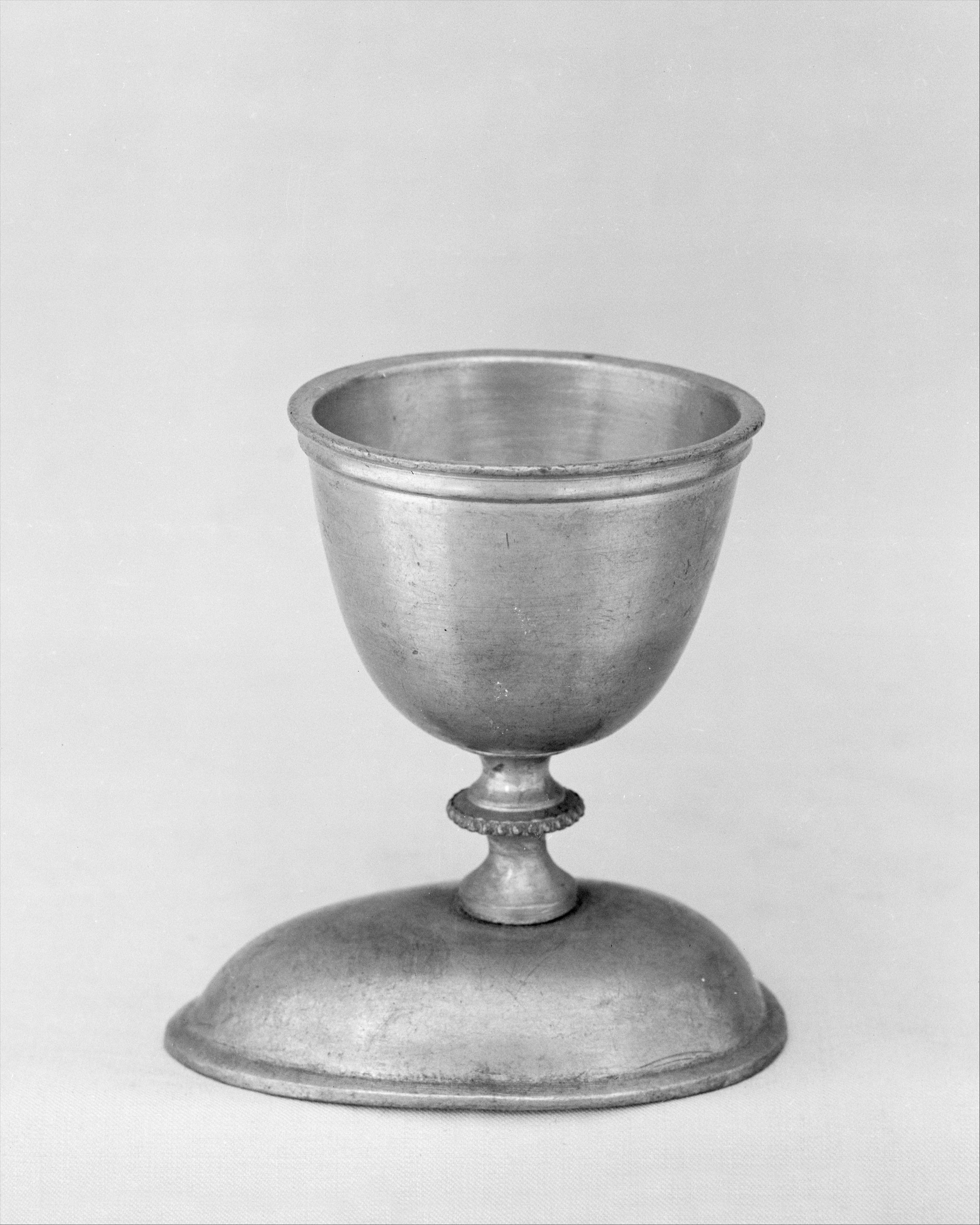
Doppeleierbecher, Hartzinn, Augsburg, 18. Jh., 6,4 × 3,5 cm

Die heute noch erhaltenen Doppeleierbecher sind meist Silberschmiedearbeiten. Neben ausgesprochenen Luxusversionen aus Gold gibt es auch einfache Ausfertigungen aus Hartzinn und Arbeiten aus Porzellan oder Steinzeug. Doppeleierbecher wurden vereinzelt noch im 20. Jahrhundert gefertigt, wobei die Grundform den alten Vorbildern nachempfunden war.